# Anthicus dilaticollis
Anthicus dilaticollis är en skalbaggsart som beskrevs av Champion 1890. Anthicus dilaticollis ingår i släktet Anthicus och familjen kvickbaggar. Inga underarter finns listade i Catalogue of Life.